# Anne McCoy
Anne B. McCoy é uma química estadunidense. É Natt-Lingafelter Professor of Chemistry na Universidade de Washington, e seus interesses de pesquisa incluem espectroscopia de infravermelho, ligação de hidrogênio e bandas de transferência de carga.

## Formação e carreira
McCoy recebeu um BS em química no Haverford College em 1987. Trabalhou com Edwin L. Sibert na Universidade de Wisconsin-Madison e obteve um PhD em 1992. Fez pesquisas de pós-doutorado na Universidade Hebraica de Jerusalém e na Universidade da Califórnia em Irvine.
McCoy mudou-se para a Universidade de Washington em 2015, sendo atualmente Natt-Lingafelter Professor of Chemistry.  

## Prêmios e honrarias
- National Science Foundation CAREER Award, 1998–2003[3]
- Camille Dreyfus Teacher/Scholar Award, 1999[4]
- Fellow da American Physical Society, 2007[5]
- Fellow of the American Chemical Society, 2009[6]
- Crano Lectureship from the Akron Section of the American Chemical Society, 2011[7]
- Fellow da Associação Americana para o Avanço da Ciência, 2012[8]
- Distinguished Scholar Award, Universidade Estadual de Ohio, 2013[9]
- Harlan Hatcher Arts and Sciences Distinguished Faculty Award, Universidade Estadual de Ohio, 2013[10]

## Serviços profissionais
- Senior Editor, Journal of Physical Chemistry, 2005–2011
- Deputy Editor, Journal of Physical Chemistry A, 2011–[11]
- Member, American Chemical Society Committee on Professional Training, 2008–2018 (Chair, 2012–2014)[1]